# Fausto Denti
Fausto Denti (Piadena, 15 aprile 1924 – ...) è stato un calciatore italiano, di ruolo centrocampista.

## Carriera
Debutta in Serie B nel 1946-1947 con la Cremonese, disputando cinque campionati cadetti per un totale di 117 presenze e 10 reti.
Nel 1951 passa alla Carbosarda in Serie C, restandovi per tre stagioni comprensive di una retrocessione in IV Serie nel 1951-1952 e della successiva risalita in Serie C al termine del campionato 1952-1953.